# Меркурий (балет)
«Мерку́рий» (фр. Mercure) — одноактный балет (в программе указывался не балет, а «пластические позы в 3-х картинах», фр. poses plastiques en 3 tableux) в постановке Л. Ф. Мясина на музыку Э. Сати (IES 36), сценография П. Пикассо. Первый показ 15 июня 1924 года в программе благотворительных концертов «Парижские вечера» графа Этьена де Бомона в театре Сигаль, Париж. Данные источников относительно автора либретто расходятся: в одних значится Жан Кокто, в других — Леонид Мясин.
Первое представление 2 июня 1927 труппой Русский балет Дягилева в Театре Сары Бернар было воспринято парижанами как возобновление постановки 1924 года.

## История создания
Балет был создан в период между увольнением Мясина из Русского балета Дягилева весной 1921 года и его возвращением в труппу в 1925 году. Работа над «Меркурием» началась по просьбе графа Этьена де Бомона (Comte Étienne de Beaumont) для проводимых им в 1924 году благотворительных концертов «Парижские вечера графа Этьена де Бомона» (фр. Soiree de Paris du Comte Etienne de Beaumont) для вдов французских военнослужащих и русских эмигрантов. Для этой серии вечеров танца, драмы, музыки, живописи и поэзии Мясин поставил пять балетов: «Прекрасный Дунай», «Салат», «Жига», «Меркурий» и «Розы».

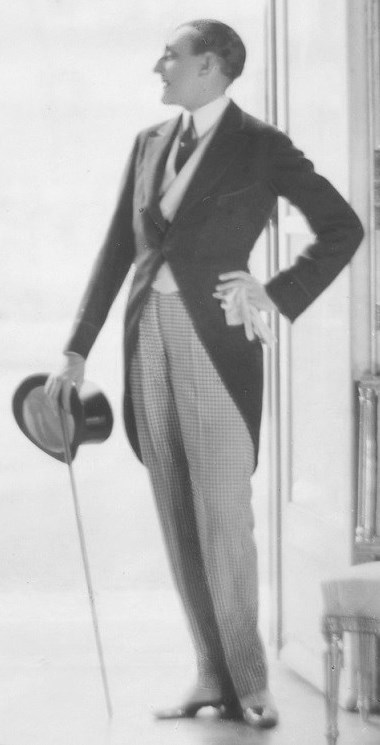
Граф Этьен де Бомон.

В создании балета активно участвовал граф Э. де Бомон, договорившийся о совместной работе композитора Сати, хореографа Мясина и художника Пикассо, которые ранее создали балет «Парад» (1917) для труппы Дягилева. Автором идеи выступил организатор «Парижских вечеров», который переманил и задействовал состав авторов, ранее работавших для Русского балета, что злило Дягилева и воспринималось им как вызов соперника, как конкуренция. Сама концепция сочинения стала своего рода ухищрённой вендеттой де Бомона Дягилеву и Кокто. С одной стороны, граф надеялся создать нечто лучшее предыдущей дягилевской совместной постановки 1917 года. Вероятно, потому присутствовавший на премьере «бледный, возбуждённый и нервный» Дягилев испытывал творческую ревность и высказывал способствовавшие разжиганию скандала замечания. С другой стороны, выбор темы воспринимался как насмешка над Кокто.
Данная работа задумывалась не как произведение высокого искусства с философским наполнением, а как ироничный опус по противопоставлению древнегреческой и древнеримской мифологий современному умонастроению. По сути балет не имел сюжета хотя изображал мифологические персонажи: Меркурия, Аполлона, Венеру, Плутона, Прозерпину и Цербера. Каждая из 3-х картин высвечивала один из многих аспектов самого Меркурия: в первой картине — это бог изобилия и богатства, во второй — хитрый воришка, в третьей — проводник душ умерших в Загробный мир. Поэтому имеется ещё одно менее распространённое название сочинения Сати — «Приключения Меркурия» (фр. Les aventures de Mercure). Мясин кратко писал о своей роли: «Я танцевал Меркурия, и со мной происходили разные приключения — я вмешивался в дела Аполлона, руководил знаками Зодиака, устраивал похищение Прозерпины». В балете присутствовали как комическая, так и драматическая составляющие.
Декорация и костюмы Пикассо относятся к периоду между неоклассическим и сюрреалистическим этапами его творчества; в дальнейшем «пластические позы в 3-х картинах» стали описывать как «балет художника» (англ. painter's ballet).
Так же как и в случае с балетом «Парад», премьера «Меркурия» стала скандальной. Согласно отзыву современника, в 1924 году в театре Сигаль состоялось 2 показа. На премьере, как только погас свет, раздался крик «Да здравствует Пикассо! Долой Сати!». Многие из присутствовавших на том спектакле впоследствии упрекали Сати в том, что он покинул театр до окончания представления, когда на самом деле его уход был связан со срочным отъездом — композитор спешил попасть на поезд. Согласно мемуарам Мясина, на одном из спектаклей в ложу, где сидел Пикассо с супругой, ворвались дадаисты, которых «наши кубистские постановки приводили в ярость», они громко ругались и обзывали художника: «Старый халтурщик!» (фр. Vieux pompier!). Бомон вызвал полицию и заставил смутьянов покинуть театр.
В 1925 году Чекетти по просьбе Дягилева передал Мясину его предложение о встрече. Мясин снова был весьма удивлён (первый раз при увольнении из труппы) и пошёл на примирение. Дягилев решил доверить Мясину постановку двух новых балетов: «Зефир и Флора» и «Матросы» (оба 1925). При описании того события балетмейстер отметил, что Дягилев интересовался «Меркурием». Позднее балет был представлен труппой Русский балет Дягилева.

## Части музыкального сочинения
Музыка создавалась по заказу графа Э. де Бомона. В данном произведении Сати различаются мелодии в духе мюзик-холла и отсылки к регтайму. Длительность музыкального сочинения Сати составляет 13—14 минут.
- Картина I: Увертюра. Ночь. Нежный танец. Знаки Зодиака. Выход и танец Меркурия (Ouverture. La nuit. Danse de tendresse. Signes du Zodiaque. Entrée et danse de Mercure)
- Картина II: Танец граций. Купание граций. Бегство Меркурия. Ярость Цербера (Danse des grâces. Bain des grâces. Fuite de Mercure. Colère de Cerbère)
- Картина III: Полька. Новый танец. Хаос. Финал (Polka des lettres. Nouvelle danse. Le chaos. Finale)

## Премьеры
- 1924, 15 июня — «Меркурий», «пластические позы» (фр. poses plastiques en 3 tableux). Музыка Э. Сати, хореография Л. Мясина, оформление П. Пикассо. Первый показ на благотворительном представлении «Парижские вечера» в Театре де ля Сигаль, Париж[4][7]. Основные исполнители: Леонид Мясин (Меркурий), Вера Петрова, Борис Лисаневич[7]. Встречаются другие даты премьеры: 17 мая[14], 14 июня[1].

- 1927, 2 июня[15] — «Меркурий», «пластические позы». Музыка Э. Сати, хореография Л. Мясина, оформление П. Пикассо. Дирижёр Р. Дезормьер, режиссёр С. Григорьев. Русский балет Дягилева. Театр Сары Бернар, Париж. Основные  исполнители: Вера Петрова, Леонид Мясин[16][17].

С. Л. Григорьев указал автором сценария Ж. Кокто, когда по данным автором либретто выступил Л. Мясин. Встречается иная датировка премьеры: 1 июня. Со слов Григорьева, 2 июня «Меркурий» был воспринят парижанами лишь как возобновление. Балет не закрепился в репертуаре Русских сезонов. После повторных показов 8 и 11 июня в Театре Сары Бернар «Меркурий» был представлен только один раз — 11 июля 1927 года в Театре Принцессы, Лондон.

## Оценки
Автор рецензии о премьере 1924 года писал, что многие зрители не восприняли иронического настроения совместной работы композитора, хореографа и сценографа. «Меркурий» Сати может не расцениваться как монументальное достижение в музыкальной инновации — это очаровательный весёлый бурлеск в стиле юмористической игры ума, а художественное оформление Пикассо всегда достойно нового просмотра.
В воспоминаниях бессменный режиссёр труппы Русский балет Дягилева С. Л. Григорьев оставил не лестную оценку произведению: «В программе он значился не как балет, а под рубрикой «пластические позы» и состоял из трёх картин. На мой взгляд — и боюсь, что его разделяла публика, — «Меркурий» оказался совершенно бессмысленным».